# 11238 Йоханморітс
11238 Йоханморітс (11238 Johanmaurits) — астероїд головного поясу, відкритий 24 вересня 1960 року.
Тіссеранів параметр щодо Юпітера — 3,642.